# Cơ cấu chi phí của hàng không

## Chi phí nhiên liệu
Các hãng hàng không thường chi khoảng 10%–15% tổng chi phí vào chi phí nhiên liệu, và việc tiêu thụ nhiên liệu có sự khác nhau lớn tùy thuộc vào tuổi thọ và loại máy bay cũng như độ dài của từng chặng bay. Những chặng bay dài hơn tương ứng với chi phí nhiên liệu thấp trên số dặm và số ghế sẵn có kể từ khi cất cánh và khi hạ cánh là những thời điểm tiêu thụ lượng xăng rất lớn. Các hãng hàng không có cam kết với một số hoạt động để hạn chế chi phí nhiên liệu, ví dụ như việc kinh doanh các sản phẩm thông thường và ký kết các hợp đồng dài hạn.

## Chi cho các dịch vụ hàng không
Các dịch vụ hàng không, chiếm 15%–20% tổng chi phí, bao gồm việc bán hàng, tiếp thị, bảo hiểm, và tiền hoa hồng phải trả cho các đối tác bên ngoài như các đại lý du lịch. Sự gia tăng nhanh chóng việc đặt vé trực tuyến đã giúp các hãng hàng không lớn giảm được các khoản tiền hoa hồng phải trả cho các đại lý du lịch, và các hãng hàng không mà có thể tối đa hóa việc đặt chỗ trước trên trang web của chính mình lại có thể giảm đáng kể các chi phí. Hầu hết những chi phí dịch vụ giảm được này lại bù lại các chi phí ngày càng gia tăng cho an ninh và bảo hiểm sau sự kiện khủng bố ngày 11 tháng 9.

## Khấu hao, thuê máy bay và các chi phí thuê cơ sở vật chất
Máy bay và các chi phí thuê cơ sở vật chất chiếm khoảng 15% tổng chi phí. Hai nhà cung cấp máy bay chính là Boeing và Airbus, ganh đua trong những hợp đồng dài hạn với các hãng hàng không.
Một số hãng hàng không thích làm việc với duy nhất một nhà cung cấp máy bay hơn để có thể có được những hợp đồng có lợi hơn, trong khi có những hãng khác lại thích có nhiều nhà cung cấp hơn để tránh tầm ảnh hưởng mà một nhà cung cấp duy nhất có thể nắm giữ.
Một số hãng thậm chí còn chọn cách hoạt động với duy nhất một loại khung máy bay để đơn giản quá trình bảo dưỡng và giảm tính phức tạp. Những nguồn cung cấp máy bay khác là thị trường máy bay cho thuê hay máy bay đã qua sử dụng.
Các hãng lớn thuê khoảng 55% của các nhà cung cấp do giá cho thuê rẻ hơn mà các nhà cho thuê cung cấp vì họ là những người có thể có được tình hình tài chính hấp dẫn hơn do điểm xếp hạng tín dụng cao hơn.

## Các chi phí khác
Những hạng mục khác chiếm phần còn lại trong các loại chi phí. Chi phí đồ ăn cũng rất khác nhau trong ngành hàng không, bởi vì một số hãng thì cung cấp những bữa ăn đầy đủ trong khi những hãng khác thì chỉ phục vụ những bữa ăn nhẹ.
Chi phí về các nguyên vật liệu phục vụ công tác bảo dưỡng cũng bị ảnh hưởng trực tiếp bởi tuổi thọ của máy bay và loại máy bay, với những máy bay mới hơn thì sẽ tốn chi phí thấp hơn nhiều. Phí hạ cánh cũng sẽ phải trả cho các cảng hàng không theo thang đối chiếu, phụ thuộc vào trọng lượng của máy bay. Đường băng hạ cánh tại các cảng hàng không giới hạn bốn đường cũng khó mà có thể cho máy bay ghé qua.